# Katrine Veje
Katrine Veje (Fredericia, Dinamarca; 19 de junio de 1991) es una futbolista danesa. Juega como Centrocampista o defensa y su equipo actual es el AS Roma de la Serie A de Italia. También forma parte de la Selección de Dinamarca.

## Clubes
| Club                | País           | Año         |
| ------------------- | -------------- | ----------- |
| Vejle BK            | Dinamarca      | 2006        |
| Odense BK           | Dinamarca      | 2007 - 2011 |
| FC Rosengård        | Suecia         | 2011 - 2013 |
| Brøndby IF          | Dinamarca      | 2014 - 2015 |
| Seattle Reign FC    | Estados Unidos | 2015        |
| Brøndby IF          | Dinamarca      | 2015 - 2017 |
| Montpellier HSC     | Francia        | 2017-2019   |
| Arsenal             | Inglaterra     | 2019-2020   |
| Rosengård           | Suecia         | 2020-2022   |
| Everton             | Inglaterra     | 2022-2024   |
| Crystal Palace F.C. | Inglaterra     | 2024-2025   |
| AS Roma             | Italia         | 2025-act.   |

Veje debutó profesionalmente con el Vejle BK en 2006 y al año siguiente comenzó a jugar con el Odense Q. Ese mismo año fue galardonada con el premio a la Mejor Jugadora del Año por la Unión Danesa de Fútbol. Tras permanecer cuatro temporadas en el equipo, fue fichada en 2011 por el FC Rosengård de la Damallsvenskan sueca, donde ganó la liga en su primer año allí y en 2013. Ese año, regresó a Dinamarca para jugar con el Brøndby IF.

### Seattle Reign (2015)
En enero de 2015 se anunció que Veje había firmado un contrato con el Seattle Reign FC en la tercera temporada de la NWSL americana. El 12 de julio de debutó contra el Portland Thorns y jugó 11 partidos.

### Brøndby IF (2015-2017)
En octubre de 2015, Veje decidió regresar al Brøndby IF, con quien ganó la liga en 2017. En total, tiene 133 partidos jugados con el club y 19 goles.

### Montpellier HSC (2017-2018)
En junio de 2017, se dio a conocer que la danesa había firmado un contrato de dos años con el Montpellier HSC de la Division 1 francesa. Hizo 22 apariciones con el club y marcó 3 goles.

### Arsenal (2019-2020)
En enero de 2019, Veje se unió al Arsenal de la FA WSL. Ese año, ganó la liga inglesa. El 11 de junio de 2020, anunció que no continuaría jugando en el club.

### Rosengård (2020-)
El 12 de junio de 2020 se anunció que Veje había sido fichada por el club sueco de la Damallsvenskan, Rosengård.

## Selección nacional
Entre 2006 y 2008, Veje formó parte de la Selección Sub-17. Participó en el Campeonato Europeo Sub-17 de 2007-08, donde Dinamarca quedó de tercera, y el Mundial Sub-17 de 2008. Jugó 24 partidos y marcó 8 goles en esta categoría.
Desde 2007 hasta 2009, fue convocada para la Selección Sub-19. Cuenta con 13 apariciones y 3 goles.
El 22 de julio de 2009, debutó con la Selección absoluta de Dinamarca en un amistoso contra Inglaterra. Formó parte del equipo en las Eurocopas de 2009, 2013 y 2017.

## Palmarés

### Campeonatos nacionales
| Título              | Club             | País           | Temporada |
| ------------------- | ---------------- | -------------- | --------- |
| Damallsvenskan      | FC Rosengård     | Suecia         | 2011      |
| Damallsvenskan      | FC Rosengård     | Suecia         | 2013      |
| Supercopa de Suecia | FC Rosengård     | Suecia         | 2011      |
| Supercopa de Suecia | FC Rosengård     | Suecia         | 2012      |
| NWSL Shield         | Seattle Reign FC | Estados Unidos | 2015      |
| Elitedivisionen     | Brøndby IF       | Dinamarca      | 2015      |
| Elitedivisionen     | Brøndby IF       | Dinamarca      | 2017      |
| Copa de Dinamarca   | Brøndby IF       | Dinamarca      | 2015      |
| Copa de Dinamarca   | Brøndby IF       | Dinamarca      | 2017      |
| FA WSL              | Arsenal          | Inglaterra     | 2018-19   |